# Hans Melchers
Hans Daniël Melchers (Bloemendaal, 28 april 1938 – 4 november 2023) was een gefortuneerd Nederlands zakenman. Hij was eigenaar van het Arnhemse internationale concern Melchemie. Eind jaren 80 gaf hij de dagelijkse leiding van dit concern uit handen. Met de nieuwe eigenaren ging het concern verder onder de naam Melspring. Vanaf 1985 verwierf hij een aanmerkelijk belang in de investeringsmaatschappij HAL.
Melchers is oprichter van het museum MORE in Gorssel en Ruurlo en stond zowel op de wereldwijde miljardairslijst van Forbes als op de Quote 500-lijst met rijkste Nederlanders.
Melchers woonde in Vorden. Hij overleed in 2023 op 85-jarige leeftijd.

## Ontvoering dochter Claudia
Op 12 september 2005 werd zijn dochter, Claudia Melchers, uit een woning in Amsterdam-Zuid ontvoerd. Twee dagen later werd ze vrijgelaten in het Arnhemse park Sonsbeek. Ze was ongedeerd. Haar ontvoerders bleken haar te hebben vastgehouden op een bungalowpark bij Braamt in de Achterhoek.
De ontvoerders eisten 300 kilo cocaïne. Claudia Melchers maakte in gevangenschap de afspraak om 5 miljoen euro te betalen. Daarop werd ze vrijgelaten. Twee van de drie mannen werden kort daarna gearresteerd. De derde ontvoerder kon later in Brazilië worden opgepakt. Hij werd in hoger beroep veroordeeld tot een celstraf van acht jaar. Losgeld werd nooit betaald.

## Fonds
Melchers heeft het Hans Melchersfonds ingesteld, een stichting die financiële steun kan verlenen aan personen en instellingen die ten onrechte in de media zijn zwartgemaakt. Dit naar aanleiding van suggestieve berichtgeving door het ANP, overgenomen door De Telegraaf en andere kranten, inzake de ontvoering van zijn dochter. De stichting beheert tevens een uitgebreide site, waarop belangrijke uitspraken en processen vermeld staan met betrekking tot het onderwerp de grenzen van vrije meningsuiting in de pers.

## Bridge
Melchers ondersteunde jarenlang de top van het Nederlandse bridge financieel. Dit culmineerde uiteindelijk in 2011 toen het Nederlands bridgeteam in eigen land de Bermuda Bowl veroverde en daarmee wereldkampioen werd. Hij werd in oktober 2011 bij acclamatie uitgeroepen tot erelid van de Nederlandse Bridge Bond. Hij was oprichter, voorzitter en een actieve speler van de zeer succesvolle Nederlandse bridgeclub 't Onstein te Vorden.

## Museum MORE en de DS Art-collectie
Op 8 maart 2012 werd bekend dat Hans Melchers ongeveer duizend kunstwerken van Nederlandse kunstenaars uit de vroegere collectie van DS Art had gekocht. De collectie was in onderpand bij de Nederlandse tak van Deutsche Bank. Melchers liet weten de realistische en magisch realistische werken van onder anderen Carel Willink, Pyke Koch en Jan Mankes openbaar toegankelijk te zullen maken. De werken werden ondergebracht in een nieuw museum voor realistische kunst dat gerealiseerd is in het voormalige gemeentehuis van Gorssel in de gemeente Lochem. De publieksopening van Museum MORE was op 2 juni 2015 met de eerste tentoonstelling Scherp kijken. Traditie en eigenheid in de collectie van Museum MORE.
Een tweede vestiging van Museum MORE, in Kasteel Ruurlo in de Gelderse gemeente Berkelland, werd op 23 juni 2017 geopend door Pieter van Vollenhoven. Hier is de collectie Carel Willink/Fong Leng te vinden.

## Gifgasaanval Halabja
In maart 2018 werd Hans Melchers door het Amerikaanse advocatenkantoor MM-Law aangeklaagd voor medeplichtigheid aan de massamoord op duizenden Koerden ten tijde van het regime van Saddam Hoessein. Tussen 1981 en 1989 produceerde Irak ruim 3.500 ton chemische middelen waar het Arnhemse bedrijf Melchemie van Hans Melchers de grondstoffen voor leverde. Op 16 maart 1988 werden deze chemische middelen in de vorm van mosterdgas en zenuwgas door de Iraakse luchtmacht gebruikt bij een militaire operatie in de Koerdische grensstad Halabja. Daarbij vielen 5.000 doden en ruim 10.000 gewonden. 
Deze aanklacht tegen Hans Melchers volgde nadat het bedrijf Melchemie in 1986 al eerder een boete van 100.000 gulden had gekregen van de Arnhemse politierechter H. Collewijn wegens de verboden levering van gifgascomponenten naar Irak. In strijd met het uitvoerbesluit strategische goederen chemicaliën exporteerde Melchemie tussen november 1984 en januari 1985 ruim 20.000 kilo fosforoxychloride aan Irak.
In juni 2023 vorderde advocaat Liesbeth Zegveld namens vijf Iraanse militairen schadevergoeding van Melchemie, van naam veranderd in Otjiaha, en een tweede bedrijf dat niets met Melchers te maken had. Op 15 november 2023 wees de rechtbank in Den Haag de vorderingen op Melchemie/Otjiaha en haar bestuurder af.